# Horn, Thurgau
Horn är en ort och kommun vid Bodensjön i distriktet Arbon i kantonen Thurgau, Schweiz. Kommunen har 3 130 invånare (2023).
Kommunen Horn är en exklav och omges helt av kantonen Sankt Gallen och Bodensjön. 